# Ernest Lamon
Pour les articles homonymes, voir Lamon (homonymie).
Ernest Lamon est un escrimeur suisse né à Sion en 1953. 
Il est le père de l'escrimeuse Sophie Lamon, plus jeune médaillée olympique de suisse, et de l'escrimeur Sébastien Lamon. Il a été le maître d'armes de la société d'escrime de Sion, son club d'origine, jusqu'en 2004. Il est actuellement membre du conseil de la Fédération suisse d'escrime et chef de l'équipe nationale épée dames Juniors.

## Club
- Société d'escrime de Sion

## Palmarès

### Championnats suisses
- Épée :
  - 5 fois champion suisse à l'épée par équipes, soit 1974, 1976, 1977, 1978, 1979.

- Fleuret :
  - 4 fois champion suisse au fleuret par équipes, soit 1974, 1975, 1977, 1978.
  - Champion suisse au fleuret individuel en 1975.

### Championnats suisses universitaires
- 1976 : 1er fleuret individuel.
- 1976 : 1er épée individuel.

### Championnats suisses militaires
- 1975 : 1er épée individuel.